# Adelocephala intensiva
Adelocephala intensiva är en fjärilsart som beskrevs av Max Wilhelm Karl Draudt 1930. Adelocephala intensiva ingår i släktet Adelocephala och familjen påfågelsspinnare. Inga underarter finns listade i Catalogue of Life.